# Mírný pás

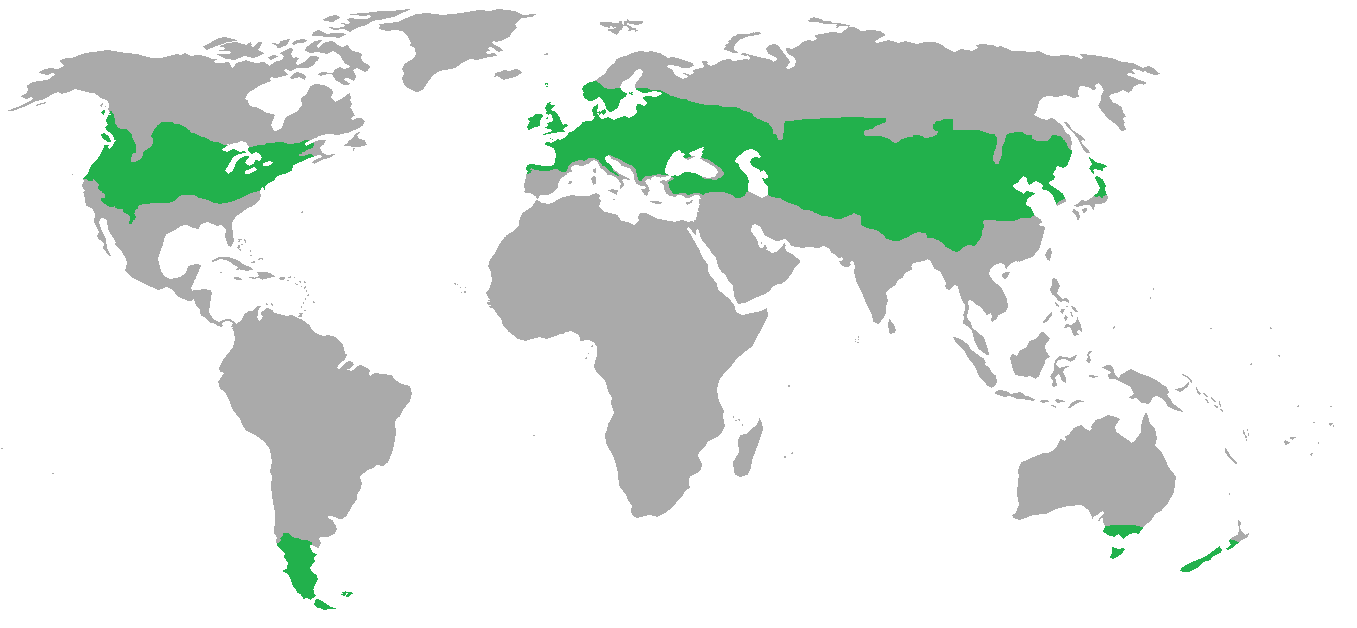
Rozšíření mírného pásu

Mírný podnebný pás (též nazývaný temperátní pás) se nachází ve středních zeměpisných šířkách. Jedná se o přechodné pásmo mezi teplými oblastmi nacházejícími se blíže k rovníku, a těmi chladnějšími v okolí zemských pólů. Mírný pás je ohraničen dvěma přechodnými pásy: na jihu subtropickým a na severu subpolárním. Charakteristickým znakem tohoto pásma je vyváženost, kdy léto (vegetační doba) trvá přibližně stejně dlouho jako zima.  

## Charakteristika
Pro podnebí mírného pásu jsou charakteristické výrazné změny počasí vlivem neustálých přechodů a vzájemného setkávání teplého vzduchu od jihu a toho studeného od severu, což vede k velmi častému vzniku frontálních systémů. Hlavním rysem mírného pásma je existence čtyř ročních období (jaro, léto, podzim, zima), jenž se výrazně odlišují charakterem počasí. Místní klimatické podmínky v mírném pásmu zásadně ovlivňuje především vzdálenost místa od oceánu nebo moře. Oblasti mírného pásma lze na základě toho rozdělit do několika typů:
- Oceánský - malé výkyvy teplot v průběhu roku. Léto bývá vlažné, s příjemnými teplotami, jež jen zřídka přesáhnou 25 stupňů. I ve vrcholném létě jsou bouřky velmi vzácné. Zima je naproti tomu velmi mírná. Jen málokdy teplota klesne pod bod mrazu a sníh je vzácným jevem; objevuje se pouze pár dní v roce. Počasí bývá typicky velmi proměnlivé a během krátké doby se může zcela změnit. V Evropě lze do této kategorie zařadit například Irsko a Velkou Británii.
- Vnitrozemský - velké výkyvy teplot v průběhu roku. Léto je horké, suché a slunečné, zatímco zima je dlouhá, studená, se silnými mrazy a dlouhotrvající sněhovou pokrývkou.
- Přechodný mezi oceánským a vnitrozemským - mísení obou dvou výše uvedených vlivů. Počasí je velmi nestabilní a nepředvídatelné. Pro léto jsou typické opakující se vlny veder s pravidelnými přechody silných bouřek a následným ochlazením na oceánskou úroveň. Zatímco v zimě se střídají období setrvalé sněhové pokrývky a silných mrazů s častými oblevami. Tento typ mírného podnebí se vyskytuje právě v Česku.
- Mírné podnebí východních pobřeží - pouze ve východní Asii. Charakteristický monzunový ráz. Léto je deštivé a chladné, zatímco zima je studená a suchá. Roční srážky se pohybují mezi 500 a 700 mm, na návětrných svazích hor pak dosahují až 2000 mm. Podnebí ovlivňují v létě cyklóny od jihovýchodu a v zimě kontinentální anticyklóny.

Mírné pásmo lze mimo výše uvedených typů rozdělit i na teplejší jižnější podtyp a severnější chladnější. U toho jižnějšího (kam spadá Česko) bývají jaro a podzim delší, s pozvolnějším přechodem mezi létem a zimou. Léto je teplé a zimy mírné, s pouze krátkými periodami sněhové pokrývky a mrazů. U severnějšího typu je přechod mezi létem a zimou rychlejší. Jelikož je zima dlouhá, s pouze krátkým přechodným obdobím mezi létem, listnaté dřeviny na rozdíl od jižnějšího podtypu musejí být připravené rychle přejít do vegetačního období. Z důvodu drsnějšího klimatu je zde proto oproti jižnějšímu podtypu mnohem menší druhová rozmanitost listnatých dřevin.

## Rozšíření
Rozšíření mírného pásu na severní polokouli je vymezeno přibližně 40. a 60. rovnoběžkou. V Severní Americe se nachází v pásu podél hranice Spojených států a Kanady. Západní a střední Evropa leží celá v mírném pásu, dále pak většina východní Evropy a okrajové části severní, jižní a jihovýchodní Evropy. Z Evropy přechází pás přes západní a střední Asii až na její východ. Na jižní polokouli se na pevnině vyskytuje jen velmi omezeně, a to na jihu Jižní Ameriky a na jižním cípu Austrálie, v Tasmánii a na Novém Zélandu.

## Galerie

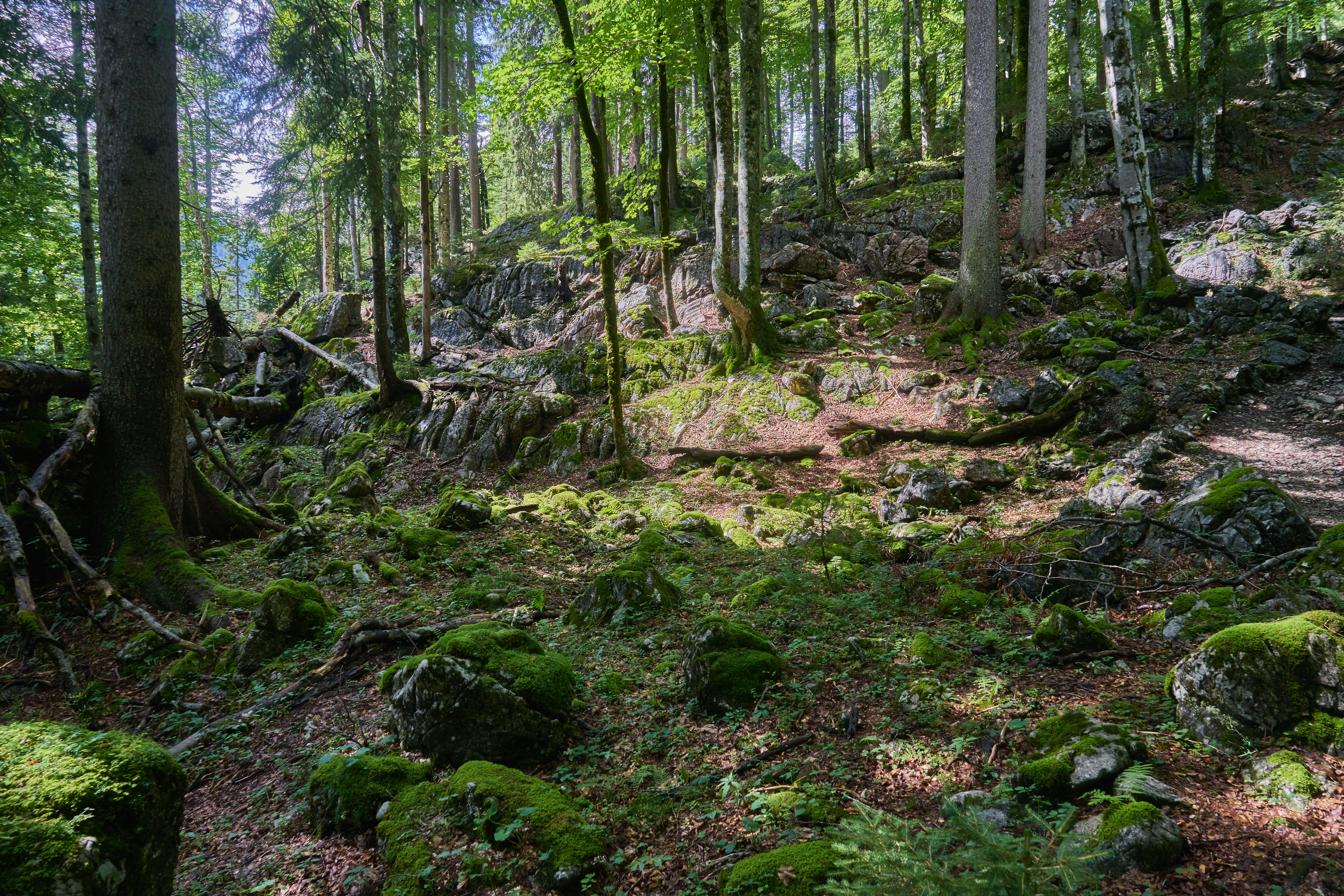
Jehličnatý les v Alpách
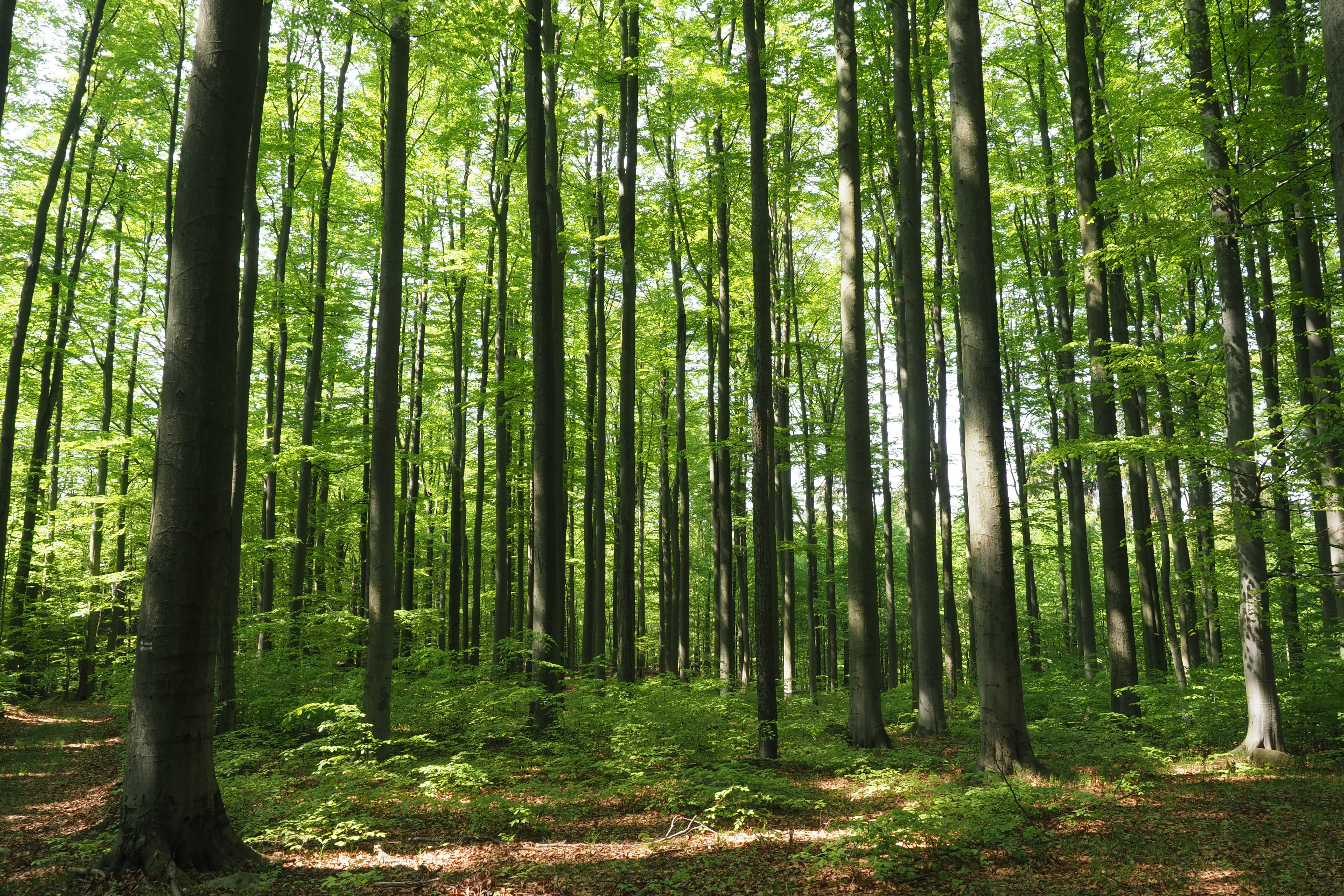
Listnatý les (bučina) na Tanečnici
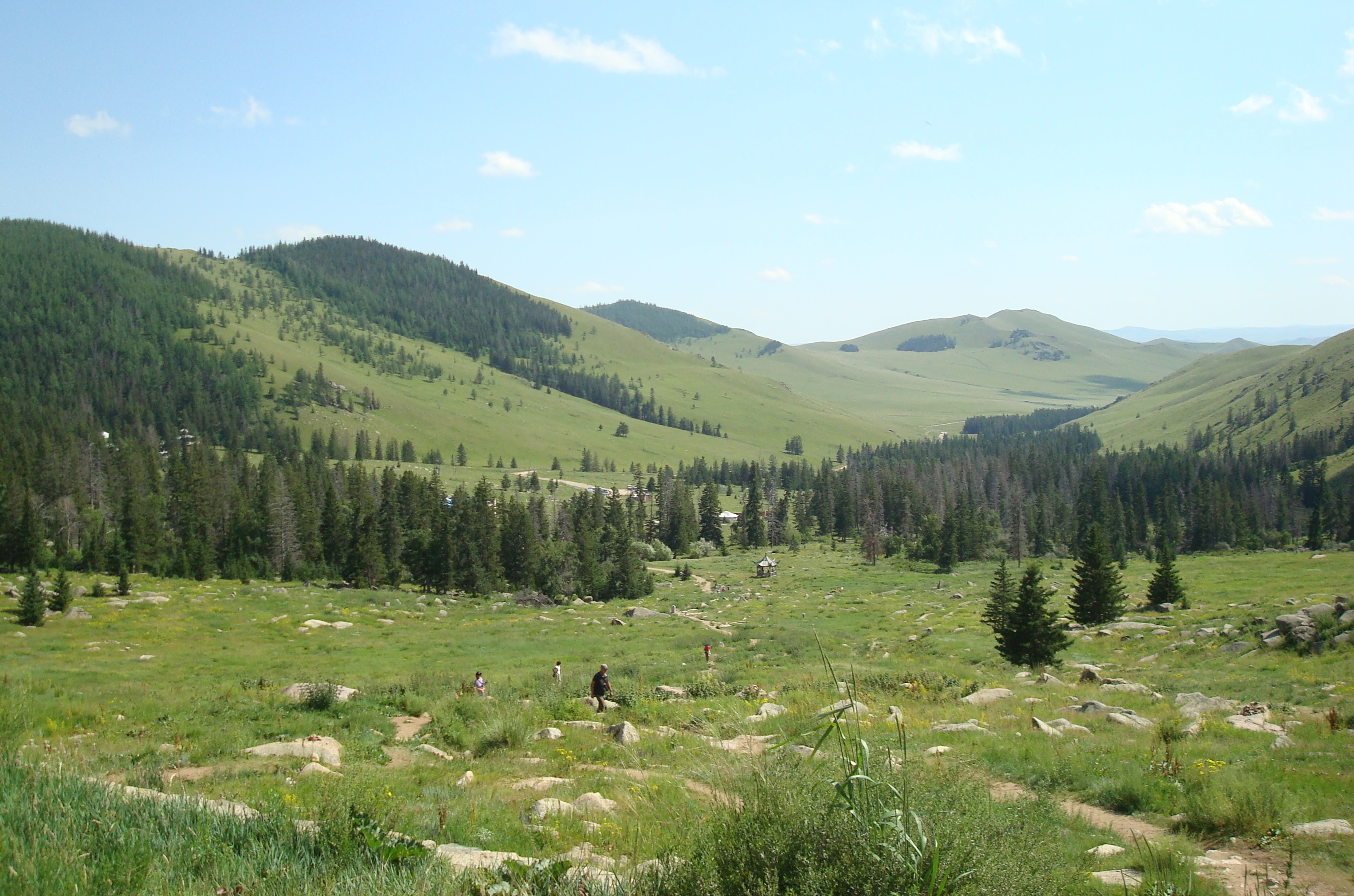
Lesostep v Mongolsku
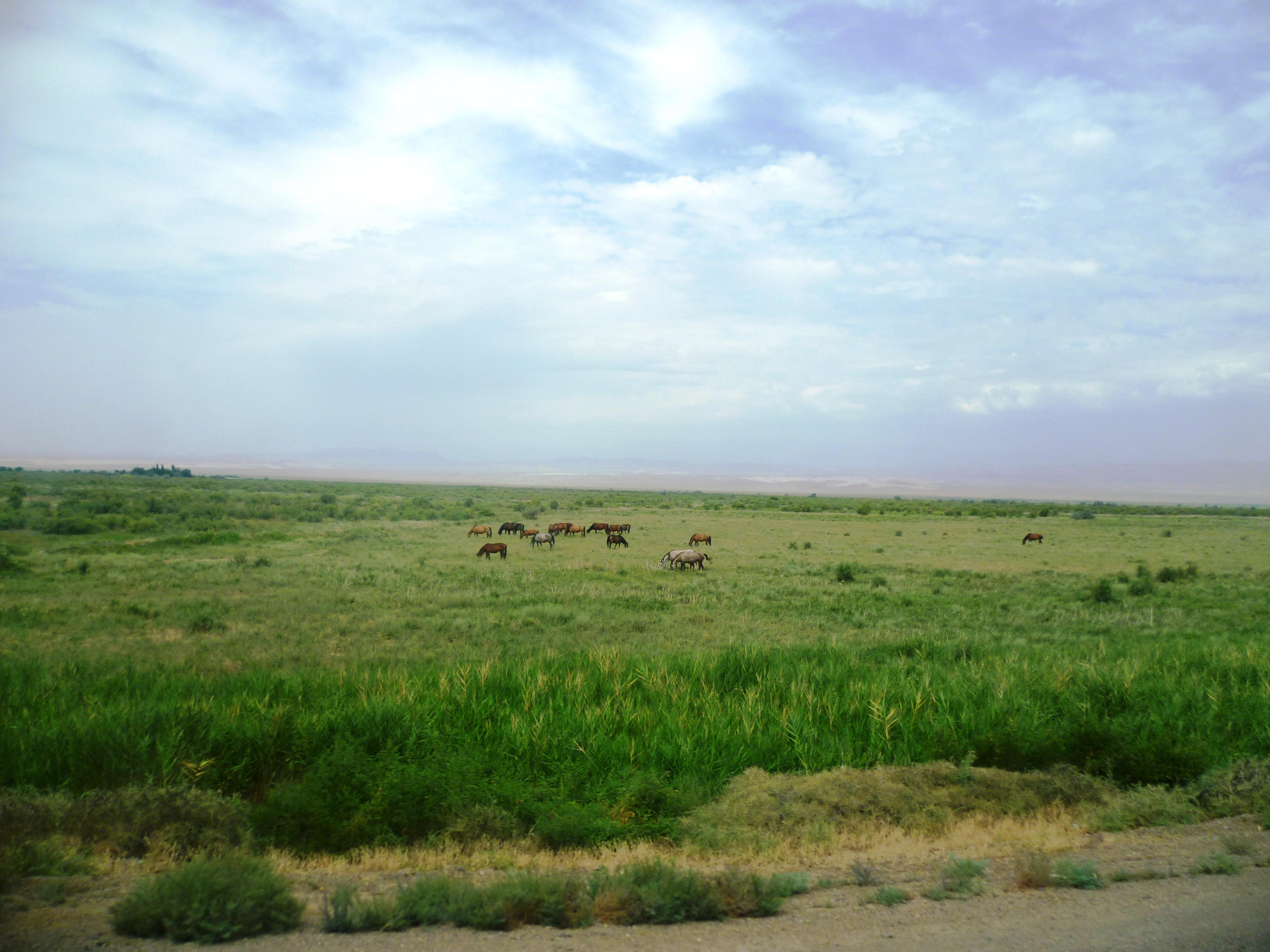
Step v Kazachstánu
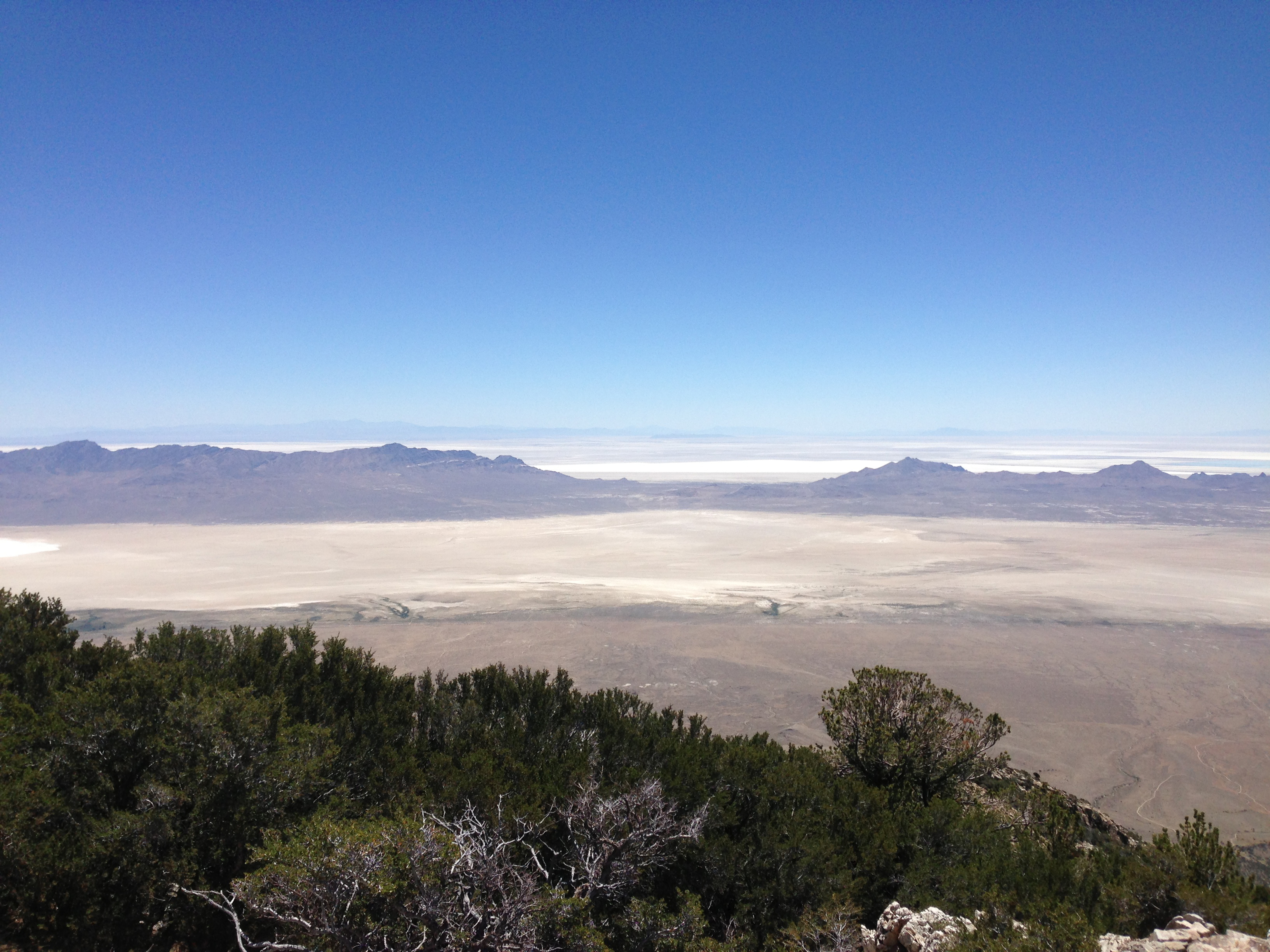
Poušť v Utahu